# Lista över universitet och högskolor i Indien
Detta är en lista över universitet och högskolor i Indien:
- Alagappa Government College of Engineering and Technology
- All-India Institute of Medical Sciences (AIIMS), Delhi
- Andhrauniversitetets tekniska högskola
- Annauniversitetet
- Annamalaiuniversitetet
- Armed Forces Medical College, Pune
- Banaras Hindu University (BHU)
- B. M. Sreenivasaiah College of Engineering
- Birla tekniska högskola
- Birla tekniska och vetenskapliga högskola (BITS)
- Calcuttauniversitetet
- Central Electrochemical Research Institue
- Central Electrochemical Research Institute, Karaikudi
- Centrala universitetet i Hyderabad
- Chaitanya Bharathi tekniska högskola, Hyderabad
- Christian Medical College (CMC), Vellore
- Cochinuniversitetet i vetenskap och teknik
- Coimbatore tekniska högskola(CIT)
- Crescent tekniska högskola
- Delhi College of Engineering
- Delhi tekniska högskola
- Dr.Ambedkar tekniska högskola
- Gajra Raja medicinska högskola
- Government College of Engineering, Pune
- Government College of Engineering, Salem
- Government College of Technology, Coimbatore
- Indian Institute of Management, Calcutta
- Indian Institute of Science, Bangalore
- Indiens teknologiska institut, Bombay
- Indiens teknologiska institut, Delhi
- Indiens teknologiska institut, Kanpur
- Indiens teknologiska institut, Kharagpur
- Indiens teknologiska institut, Madras
- Institute for Mathematical Sciences
- Tekniska högskolan, Benares Hindu-universitetet
- Jadavpuruniversitetet
- Jawaharlal Nehru tekniska universitet
- Jawaharlal Nehru-universitetet
- Kakatiya tekniska och vetenskapliga högskola
- Maharaja Sayajirao-universitetet i Baroda
- Maharashtra tekniska högskola, Pune
- Manipal tekniska högskola
- Mayo College
- Mepco Schlenk tekniska högskola
- N.L.V.R.G.S.R.V. Junior College, Nimmakur
- National College, Bangalore
- Osmaniauniversitetet
- Pondicherry tekniska högskola
- Presidency College
- Pune IT-högskola
- Punjab tekniska högskola
- Ramrao Adik tekniska högskola
- Rajalakshmi Engineering College, Chennai
- Rayapati Venkata Rangarao och Jagarlamudi Chandramouli tekniska högskola
- Regional teknisk högskola, Calicut
- Regional teknisk högskola, Durgapur
- Regional teknisk högskola, Rourkela
- Regional teknisk högskola, Suratkal
- Regional teknisk högskola, Tiruchirappalli, India
- Regional teknisk högskola, Trichy
- Regional teknisk högskola, Warangal
- Regional teknisk högskola, Jamshedpur
- Sri Jayachamarajendra College of Engineering
- Sri Venkateswara College of Engineering
- St John's Medical College, Bangalore
- St. Stephens College, Delhi
- St. Xaviers College
- Tanjore Medicinska högskola
- Thadomal Shahani tekniska högskola (TSEC)
- Universitetet i Agricultural Sciences (UAS), Bangalore
- Universitetet i Mysore
- Universitetet i Roorkee
- Vasavi College of Engineering
- Vellore tekniska högskola
- Veermata Jijabai tekniska högskola
- Visvesvaraya regionala tekniska högskola
- Vivekanand Education Societys tekniska högskola (VESIT)
- West Bengal University of Technology